# ریزموش دم‌دراز کوچک
ریزموش دم‌دراز کوچک (نام علمی: Sminthopsis dolichura) نام یک گونه از سرده ریزموش‌ها است.